# SUIT

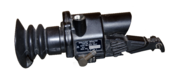
Viseur L2A2 SUIT

L2A2 SUIT désigne une lunette télescopique pour arme à feu à grossissement ×4 produite à partir de 1976 par l’entreprise britannique Avimo Ltd,.